# Bert Kiewiet
Lammert Jan (Bert) Kiewiet (Amsterdam, 13 april 1918 – Mantinge, 31 augustus 2008) was een Nederlandse beeldhouwer.

## Leven en werk

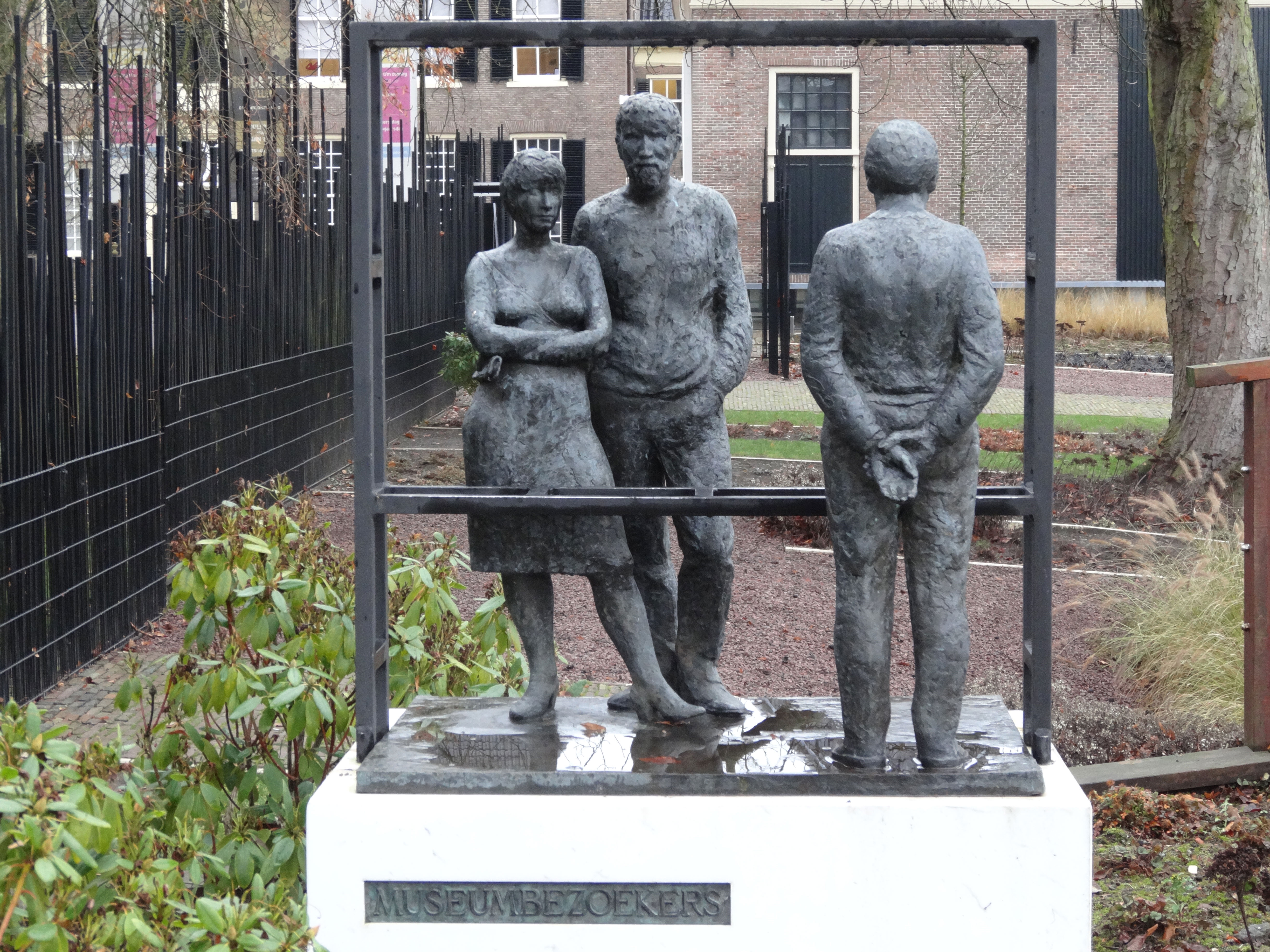
Museumbezoekers in 2013

Kiewiet werd geboren in Amsterdam, maar groeide op in Leeuwarden. Na de hbs volgde hij een technische opleiding aan de hts. Pas na z'n veertigste volgde hij in de avonduren een teken- en beeldhouwopleiding en werd hij kunstenaar van beroep. Tot 1976 gaf Kiewiet nog les in Amsterdam, in dat jaar verhuisde hij naar Drenthe. In veel plaatsen in Drenthe zijn bronzen beelden van hem te vinden, die veelal te maken hebben met het leven van alledag, zoals de Brugafdraaister in Annerveenschekanaal, de Boer met melkbussen in Nijeveen en de Grondwerker in Linde.
Ter gelegenheid van de verbouwing van het Drents Museum in Assen in 1984 bood de 'Stichting Vrienden van het Provinciaal Museum van Drenthe' een kunstwerk aan; een beeldengroep van Kiewiet genaamd 'De museumbezoekers'. De drie mensfiguren werden geplaatst op het Jacob Cramerplein naast het museum. De afgebeelde man met baardje zou Kiewiet zelf zijn. In 2009 vernielden vandalen het kunstwerk. In 2011 kreeg de herstelde beeldengroep een plaats in de tuin op het dak van de nieuwe tentoonstellingszaal.

## Werken (selectie)
- 1985 Museumbezoekers, Assen
- 1987 De Brugafdraaister, Annerveenschekanaal

Winkelende vrouwen, Beilen
- 1987 Ontmoeting, Alphen aan den Rijn
- 1988 De Non, Weiteveen

Ontmoeting, Zuidwolde
- 1989 Havelte, De parel van Drenthe, Havelte

Boer met melkbussen, Nijeveen
Boenende boerin, Ruinerwold
- 1990 Mensen komen, mensen gaan, Assen

Bescherming, Beilen
De Lemster Fiskerman, Lemmer
- 1991 De Turfschipper, Drogteropslagen
- 1992 De Markt, Rolde

De Wijkverpleegster, Westerbork
- 1993 Lezend meisje, Emmen

Berichtgeving, Vledder
- 1995 Wemeltje, Gasselte
- 1997 De Smid, Gieten

Buste Adriaan Geerts Wildervanck, Wildervank
De Grondwerker, Linde
- 1998 Deliberation, Assen
- 1999 De Tobbedanser, Harlingen

## Fotogalerij

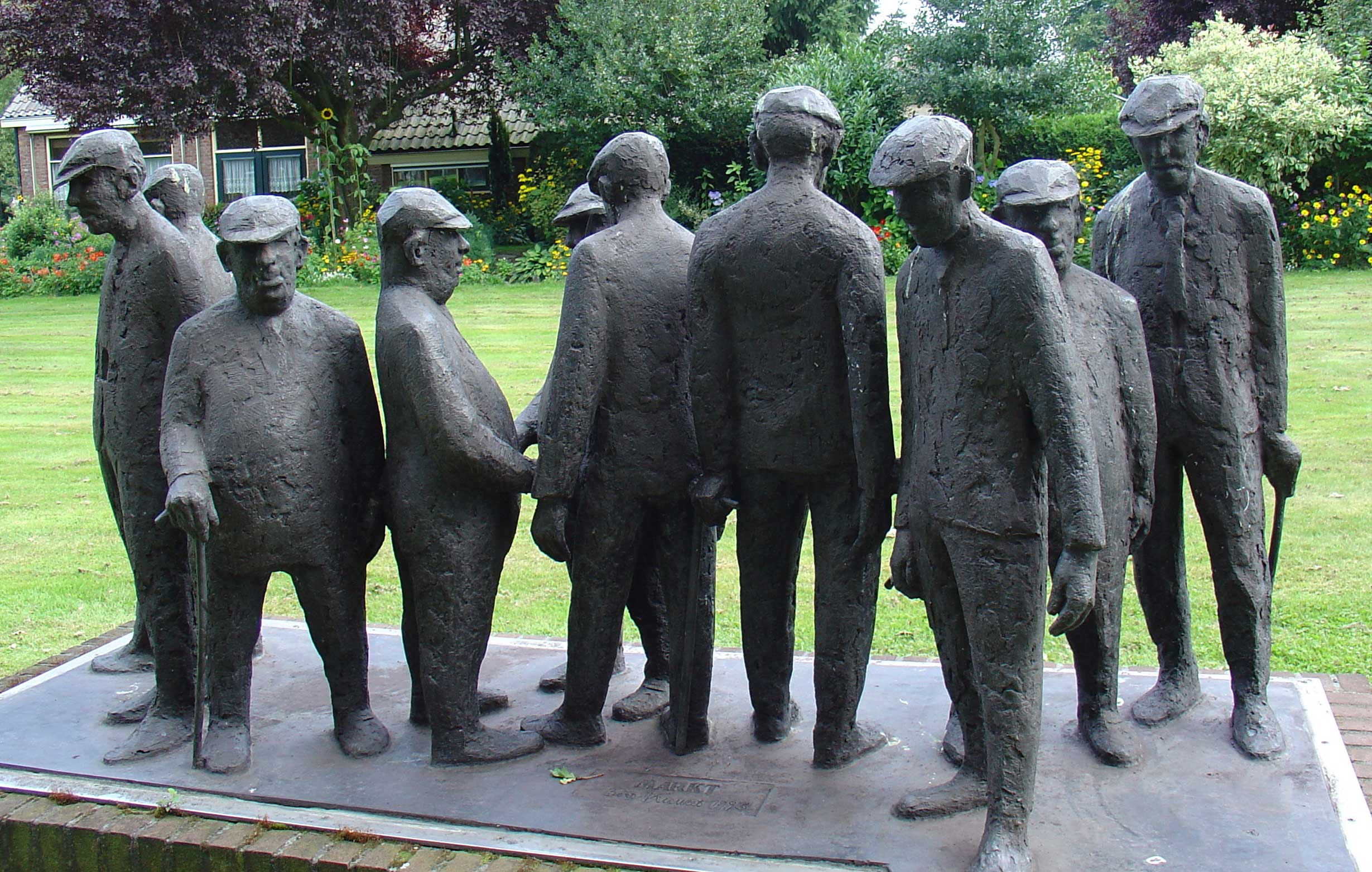
De markt in Rolde
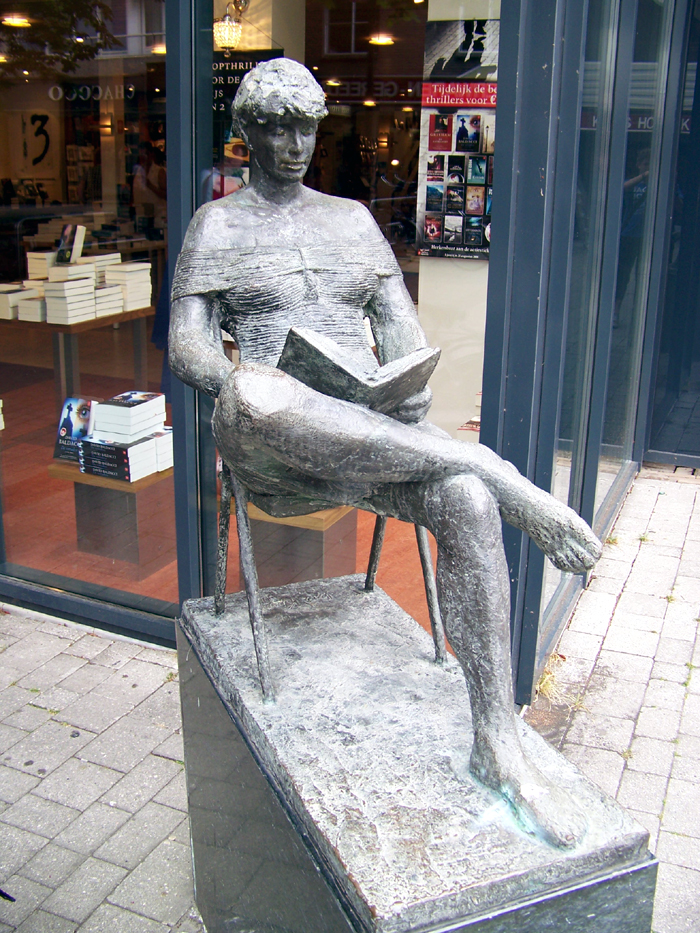
Lezend meisje in Emmen
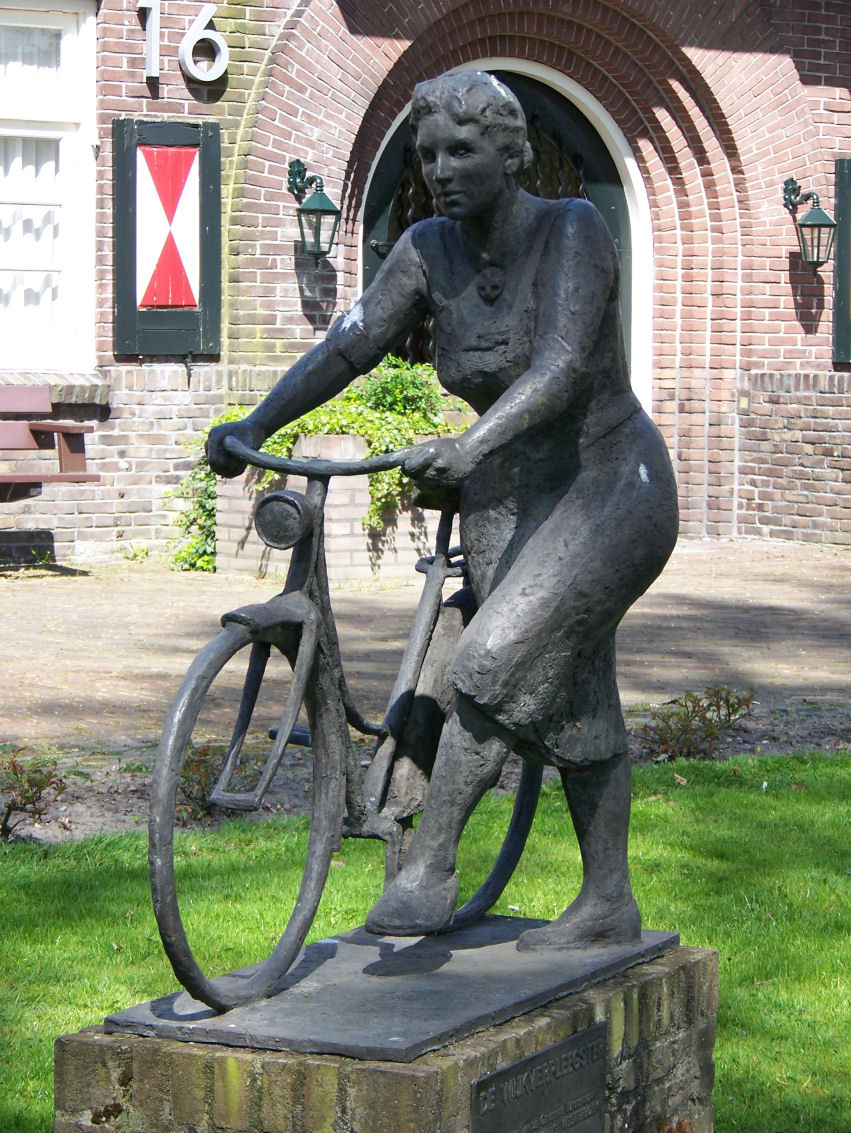
De wijkverpleegster in Westerbork
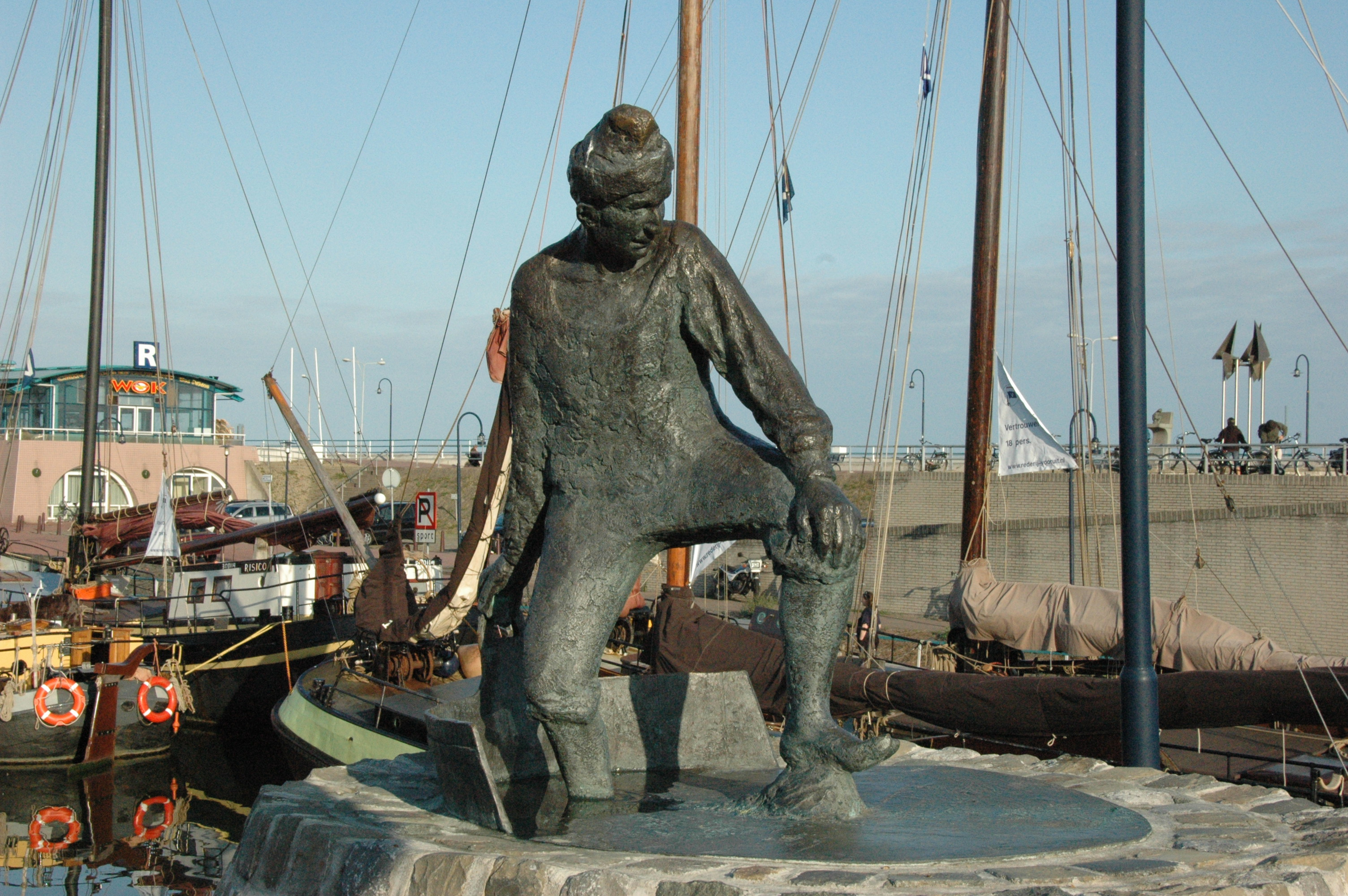
De tobbedanser in Harlingen
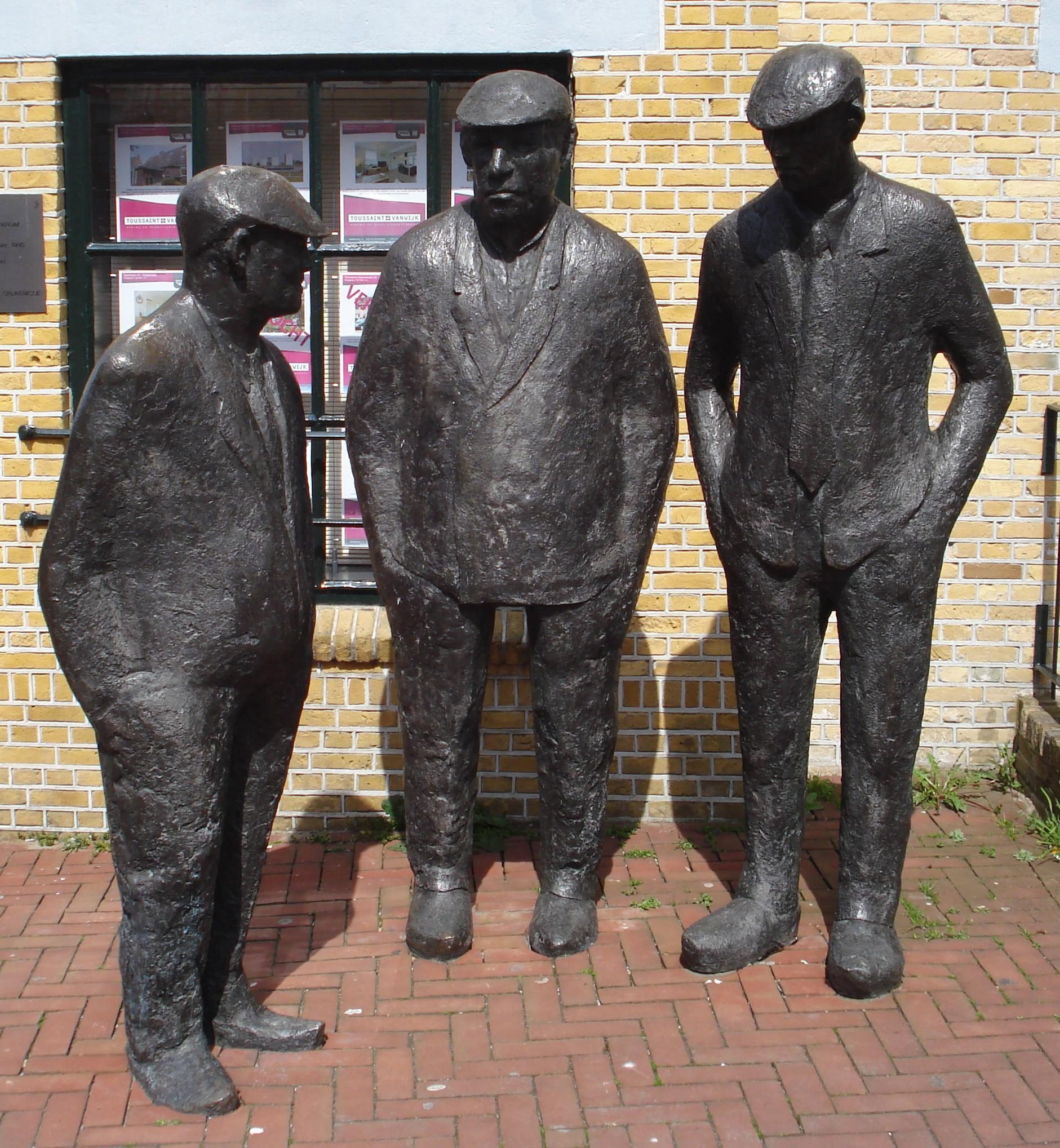
Mannetjes op de Krom in Spijkenisse